# 蘭什克龍

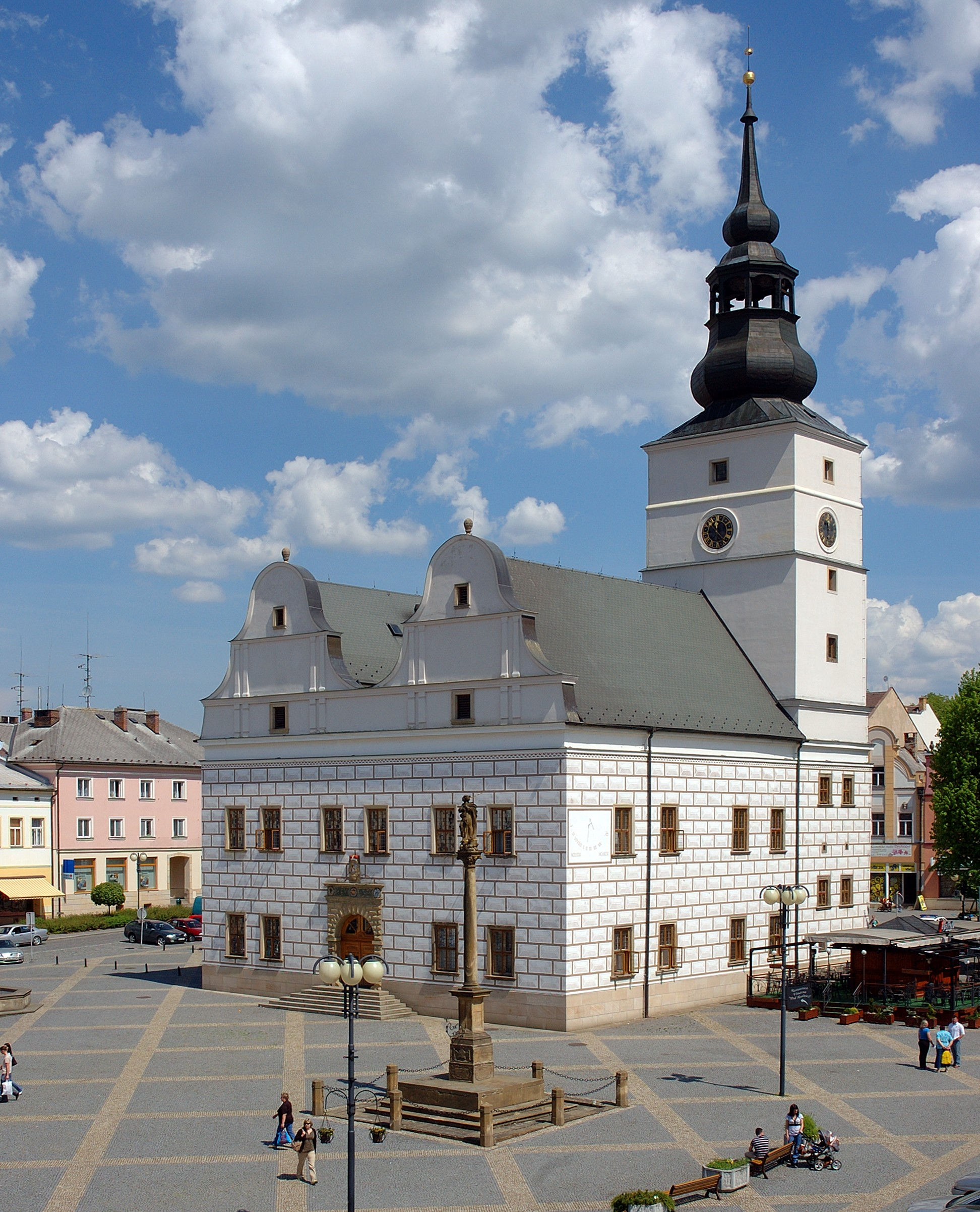

蘭什克龍是捷克的城鎮，位於該國東北部，距離首都布拉格190公里，由帕爾杜比采州負責管轄，始建於十三世紀晚期，面積20.64平方公里，海拔高度373米，2013年人口10,124。

## 外部連結
- Official website (in Czech) （页面存档备份，存于）
- Lanskrounsko region (in English)